# Fritz Dallmann
Fritz Karl Dallmann (* 17. Juni 1923 in Kaisersdorf bei Wissek (Kreis Wirsitz in Westpreußen); † 4. Mai 1999 in Priborn) war Vorsitzender des Zentralvorstands der Vereinigung der gegenseitigen Bauernhilfe (VdgB) der DDR, Abgeordneter der Volkskammer und Mitglied des Zentralkomitees (ZK) der SED.

## Leben
Fritz Dallmann wurde 1923 als Sohn eines Gutsschmiedes geboren und arbeitete nach dem Abschluss der Volksschule von 1938 bis 1941 als Gutsarbeiter und im Reichsarbeitsdienst. 1941 wurde er zur Kriegsmarine eingezogen und geriet 1944 in britische Gefangenschaft. 1947 wurde Dallmann aus der Gefangenschaft entlassen und zog zu seiner zwangsumgesiedelten Familie nach Priborn in Mecklenburg. Er übernahm 1947 eine Neubauernstelle im Ort.
1947 trat Dallmann in die VdgB ein und wurde am 6. März Vorsitzender deren Ortsausschusses. 1948 wurde er Mitglied der SED und war von 1952 bis 1958 Vorsitzender des Kreisvorstandes Röbel/Müritz der VdgB. Im Januar 1953 war Dallmann Mitbegründer der LPG Typ I „Fortschritt“ in Priborn und wurde deren Vorsitzender. Er entwickelte diese LPG in den folgenden Jahrzehnten zu einem Vorzeigebetrieb und begann mit den Ressourcen der Genossenschaft das Dorfbild entscheidend zu prägen.
Dallmann war von 1954 bis 1963 Abgeordneter des Bezirkstages Neubrandenburg und wurde 1955 als Mitglied in die SED-Bezirksleitung Neubrandenburg berufen, in der er bis 1963 blieb. Danach wurde er zunächst 1963 Kandidat und ab 1964 Mitglied des Zentralkomitees der SED. Ab 1963 war er auch Mitglied des „Rats für landwirtschaftliche Produktion und Nahrungsgüterwirtschaft der DDR“. Ein Fernstudium an der Universität Rostock schloss Dallmann 1980 als Diplom-Agrar-Ingenieur ab. Ab dem 10. September 1982 war er Vorsitzender des Zentralvorstandes der Vereinigung der gegenseitigen Bauernhilfe. Unter seiner Leitung fand ein Neuaufbau der VdgB als bäuerliche Massenorganisation statt. Weiterhin engagierte Dallmann sich stark für die Rückgängigmachung der KAPs und damit der Trennung von Pflanzen- und Tierproduktion. Von 1986 bis zum März 1990 war er Abgeordneter der Volkskammer. Am 6. März 1990 trat er von seinem Amt als Vorsitzender zurück. Nach 1990 wirkte Dallmann als Gemeinderatsmitglied in Priborn für die PDS und war Mitglied des Aufsichtsrates der aus der LPG heraus gegründeten Agrargenossenschaft.
Dallmann wurde 1959 mit dem Titel „Held der Arbeit“ geehrt. Neben dem Vaterländischen Verdienstorden in Gold (1983) erhielt er 1970 den Karl-Marx-Orden.
Der Maler Walter Womacka benannte eine Folge von Ölgemälden nach ihm („Der Bauer Fritz Dallmann“, 1985).